# U.S.S.ヴィクトリー
U.S.S.ヴィクトリー（U.S.S.Victory）は、アメリカのSFテレビドラマ『スタートレック』シリーズを原作とするMMORPG、『Star Trek Online』に登場する架空の宇宙船。
惑星連邦宇宙艦隊のジュピター級ドレッドノート（大型戦艦）。艦長はクリンゴン人のドゥヴァック大佐。
惑星連邦宇宙艦隊とクリンゴン帝国防衛軍が共同で設立した対ボーグ特殊部隊、「バトルグループ・オメガ」の宇宙艦隊側旗艦。

## 概要
宇宙艦隊の中でも特に奇異なデザインで、ソヴェリン級のものに似た第一船体（円盤部）の真下に重なって、アンバサダー級の第二船体（紡錘部）を逆さまにして縦に引き伸ばしたような形状の第二船体（紡錘部）が接続されている。真上から見ると第二船体（紡錘部）は第一船体（円盤部）の影に完全に隠れる。また幅よりも全高が大きいため、宇宙船というよりまるで建物のように見える。メインデフレクターはかなり大型で、円形で青く発光するものが第二船体の上部前方、第一船体（円盤部）との境目のすぐ下に設置されている。第一船体（円盤部）から第二船体（紡錘部）をナセルパイロンが縦に貫いており、上下の両端は二股に分かれ合計4基の円柱状ワープナセルが接続されている。
4基のワープナセルによる安定したハイワープ航行が可能な反面、巨大な船体が原因で通常航行時の動きは鈍重になってしまうため、おもに艦隊旗艦や拠点防衛に用いられている。
サービス開始当初、「Jupiter Dreadnought」と表示されておりクラス名が不明だったが、アップデートで「Jupiter class Dreadnought」と修正され、クラス名が確定した。

## 同型艦
U.S.S.ジュピター（U.S.S.Jupiter　NX-96100）
ジュピター級の一番艦。船名は木星に由来。システム上、他のジュピター級戦艦も同じ登録番号になっている。
U.S.S.サンジョゼ（U.S.S.San Jose）
地球暦2409年にイマガ星系に現れた「惑星の殺し屋」を迎撃した宇宙艦隊の旗艦。船名はナザレのヨセフに由来。
U.S.S.ゾディアック（U.S.S.Zodiac）
地球暦2409年にドレイロン星系に侵攻して来たウンディーネ艦隊を迎撃した宇宙艦隊の旗艦。船名は黄道帯に由来。